# Orobanche scolymi
Orobanche scolymi är en snyltrotsväxtart som beskrevs av Auguste Nicolas Pomel. Orobanche scolymi ingår i släktet snyltrötter, och familjen snyltrotsväxter. Inga underarter finns listade i Catalogue of Life.